# Silly-en-Saulnois
Silly-en-Saulnois település Franciaországban, Moselle megyében. Lakosainak száma 34 fő (2022. január 1.). Silly-en-Saulnois Beux, Buchy, Liéhon és Pontoy községekkel határos.

## Népesség
A település népessége az elmúlt években az alábbi módon változott:
| Lakosok száma | 33   | 32   | 33   | 32   | 33   | 33   | 34   | 34   |
|               | 2013 | 2015 | 2017 | 2018 | 2019 | 2020 | 2021 | 2022 |